# Gals 1
O Gals 1 (Gals 11L), foi um satélite de comunicação geoestacionário russo construído pela NPO Prikladnoi Mekhaniki (NPO PM). Ele esteve localizado na posição orbital de 42 graus de longitude oeste. O satélite foi baseado na plataforma MSS-2500-GSO-01 e sua expectativa de vida útil era de 5 anos. O mesmo saiu de serviço em agosto de 2001.

## Lançamento
O satélite foi lançado com sucesso ao espaço no dia 20 de janeiro de 1994, por meio de um veículo Proton-K/Blok-DM-2M a partir do Cosmódromo de Baikonur, no Cazaquistão. Ele tinha uma massa de lançamento de 2500 kg.

## Capacidade
O Gals 1 é equipado com 3 transponders em banda Ku.